# Seznam osebnosti iz Občine Radenci
Seznam osebnosti iz Občine Radenci vsebuje osebnosti, ki so se tu rodile, delovale ali umrle.
Občina Radenci ima 22 naselij: Boračeva, Hrastje-Mota, Hrašenski Vrh, Janžev Vrh, Kapelski Vrh, Kobilščak, Kocjan, Melanjski Vrh, Murski Vrh, Murščak, Okoslavci, Paričjak, Radenci, Radenski Vrh, Rački Vrh, Rihtarovci, Spodnji Kocjan, Šratovci, Turjanci, Turjanski Vrh, Zgornji Kocjan in Žrnova.

## Arhitektura
- Branko Kraševac (1927, Koprivnica – 2016, Radenci), industrijski oblikovalec in arhitekt

## Politika
- Franc Horvat (1941, Kuštanovci – 2020, Murska Sobota), poslanec, politik, ekonomist, gospodarstvenik

## Pravo
- Vladimir Pušenjak (1882, Kapelski Vrh – 1936, Maribor), pravnik, revizor in zadružni organizator

- Anton Skumovič (1864, Kapelski Vrh – 1952, Ljubljana), pravnik
- Vladimir Žitek (1863, Hrastje - Mota – 1919, Novo mesto), pravnik

## Religija
- Jože Bajzek (1942, Boračeva – ), teolog, sociolog in univerzitetni profesor
- Martin Jurkovič (1847, Okoslavci – 1926, Ptuj), duhovnik in nabožni pisatelj
- Jakob Missia (1838, Hrastje - Mota – 1902, Gorica), nadškof, kardinal, teolog in filozof
- Marija Puhar (1818, Janžev vrh – 1901, Maribor), katoliška redovnica

## Šolstvo
- Janko Gerdol (1896, Trst – 1974, Radenci), učitelj in prosvetni delavec
- Andrej Kavčič (1752, Rihtarovci – 1826, Gradec), šolnik in ustanovitelj štipendije
- Josip Kegl (1870, Okoslavci – 1946, Markovci), glasbenik
- Vinko Korošak (1934, Okoslavci – ), pisatelj in publicist
- Mimica Pelcl (1929, Veličane – 2015, Janžev Vrh), vzgojiteljica, aktivistka, ustanoviteljica in ravnateljica vrtca
- Josip Žitek (1832, Hrastje - Mota – 1899, Novo mesto), šolnik

## Šport
- Janez Drvarič (1949, Radenci – ), košarkarski trener

## Umetnost in kultura
- Josip Freuensfeld (1861, Radenski Vrh – 1893, Praga), pesnik
- Ljudmila Poljanec (1874, Brežice – 1948, Kapelski Vrh), pesnica
- Leopold Stanek (1908, Boračeva – 1970, ?), književnik
- Grete Wilhelm (1887, Radenci – 1942, Dunaj), slikarka

## Vojska
- Franc Antolin (1908, Hrastje - Mota – 1945, ?), partizan
- Franc Budja (1900, Očeslavci – 1945, ?), partizan
- Karel Budja (1897, Očeslavci – 1945, ?), partizan
- Janez Cigut (1914, Hrastje - Mota – 1945, ?), partizan
- Alojz Domanjko (1902, Kapela – 1945, ?), partizan
- Franc Domanjko (1920, Hrastje - Mota – 1945, ?), partizan
- Pihler Felik (1919, Očeslavci – 1945, Slovenske gorice), partizan
- Stanko Ferenc (?, Turjanski Vrh – 1945, Videm ob Ščavnici), partizan
- Stanko Ferenc (1912, Murščak – 1945, ?), partizan
- Martin Glavač (? – 1945, Radenci), talec
- Alojz Golnar (1920, Hrastje - Mota – 1945, ?), partizan
- Ignac Gruškovnjak (1910, Turjanski Vrh – 1944, ?), partizan
- Martin Holz (1889, Paričjak – 1945, Radenci), talec
- Alojz Horvat (1925, Turjanci – 1945, Slovenske gorice), partizan
- Anton Horvat (1912, Paričjak – 1945, ?), talec
- Jakob Jurkovič (1925, Hrašenski Vrh – 1945, ?), talec
- Janko Jurkovič - Jovo (1906, Turjanci – 1945, Slovenske gorice), partizan
- Janko Jurkovič (1922, Hrastje - Mota – 1945, ?), partizan
- Franc Klemenčič (1914, Rački Vrh – 1941, Slovenske gorice), partizan
- Ivan Kolmanič (1920, Janžev Vrh – 1945, ?), partizan
- Alojz Korošec (1922, Morščak – 1945, Mura pri Moti), partizan
- Maks Krempl (1928, Očeslavci – 1945, ?), partizan
- Viktor Križanič (1912, Hrastje - Mota – 1945, ?), partizan
- Kristina Lepi (?, Murščak – 1945, Slovenj Gradec), partizanka
- Franc Poštrak (1913, Kapelski Vrh – 1944, Slovenske gorice), partizan
- Franc Potočnik (1921, Kapela – 1945, ?), partizan
- Anton Rantaša (1919, Murščak – 1944, Zgornji Kocijan), partizan
- Franc Seršen (1889, Očeslavci – 1945, ?), partizan
- Rudi Seršen (1915, Kapela – 1944, Veržej), talec
- Anton Stranjšak - Milan (1912, Kapela – 1944, Vitanje pri Celju), sekretar OF
- Karel Šandor (1925, Rihtarovci – 1945, Slovenske gorice), partizan
- Ivan Štancer (?, Janžev Vrh – 1945, Pohorje), partizan
- Ivan Štelcer (1927, Murščak – 1945, Slovenske gorice), partizan
- Milan Štrajher (1924, Hrastje - Mota – 1944, Slovenske gorice), partizan
- Jožek Talanyi - Janez (1922, Kapela – 1945, Slovenske gorice), partizan
- Anton Tantaša (1928, Hrastje - Mota – 1944, Slovenske gorice), partizan
- Jože Toth (1899, Očeslavci – 1945, ?), partizan
- Franc Trajbarič (1922, Hrastje - Mota – 1945, ?), partizan
- Jože Zamuda (1908, Janžev Vrh – 1945, ?), talec
- Alojzija Zenger (1902, Janžev Vrh – 1945, ?), talka
- Franc Zenger (1922, Janžev Vrh – 1945, ?), talec
- Marija Zorger (1902, Očeslavci – 1945, ?), talka
- Jože Žinkovič (1919, Janžev Vrh – 1944, Slovenske gorice), partizan

## Znanost in humanistika
- Zora Janžekovič (1918, Slovenska Bistrica – 2015, Radenci), kirurginja, univerzitetna profesorica
- Matija Prelog (1813, Hrastje - Mota – 1872, Maribor), rodoljub, zdravnik in politik
- Mate Šimundić (1928, Lovreć pri Imotskem – 1998, Radenci), jezikoslovec, onomastik in univerzitetni profesor

## Razno
- Janez Evangelist Štuhec (1889, Murski Vrh – ?), mladinski organizator in drevesničar